# Hans Martini (Politiker)
Hans Martini (* 24. Juli 1927 in Ludwigshafen am Rhein; † 19. Juni 2021) war ein deutscher Politiker. Er war von 1961 bis 1981 als Bürgermeister der Stadt Mannheim für das Sozial- und Gesundheitswesen zuständig und war Mitbegründer des Zentralinstituts für Seelische Gesundheit in Mannheim.

## Leben und Wirken
Hans Martini lebte seit 1934 in Mannheim. Er studierte Rechtswissenschaften in Heidelberg und arbeitete 1954 bis 1961 als Rechtsanwalt in Mannheim. Nach seiner Wahl als Bürgermeister im Bereich des Sozial- und Gesundheitswesens der Stadt Mannheim wirkte der Jurist maßgeblich an der Gründung der Mannheimer Medizinischen Fakultät sowie an der Gründung des Zentralinstituts für Seelische Gesundheit (ZI) in Mannheim mit. Dem ZI blieb er auch nach seinem Ausscheiden als Bürgermeister als Vorstandsmitglied verbunden.

## Ehrungen, Auszeichnungen und Mitgliedschaften
- Stiftungsbeauftragter des Zentralinstituts für Seelische Gesundheit (bis 1978)
- Ehrensenator der Universität Heidelberg (1979)
- Mitglied des Verwaltungsrats des Zentralinstituts für Seelische Gesundheit (bis 1999)
- Ehrenring der Stadt Mannheim (2000)
- Träger der Dr.-Hans-Martini-Medaille (2008)
- Ehrendoktorwürde der Medizinischen Fakultät Mannheim (2012)

## Veröffentlichungen (Auswahl)
- Heinz Häfner und Hans Martini: Das Zentralinstitut für Seelische Gesundheit. Gründungsgeschichte und Gegenwart. C. H. Beck, München 2011. ISBN 978-3-406-62968-6. (Online)

## Einzelbelege
1. ↑  Altbürgermeister Hans Martini gestorben. In: SWR. 21. Juni 2021, ehemals im Original (nicht mehr online verfügbar); abgerufen am 22. Juni 2021. (Seite nicht mehr abrufbar. Suche in Webarchiven)
2. ↑  Mannheimer Morgen vom 22. Juni 2021: Ex-Bürgermeister Hans Martini verstorben, abgerufen am 22. Juni 2021

| Personendaten    | Personendaten         |
| ---------------- | --------------------- |
| NAME             | Martini, Hans         |
| KURZBESCHREIBUNG | deutscher Politiker   |
| GEBURTSDATUM     | 24. Juli 1927         |
| GEBURTSORT       | Ludwigshafen am Rhein |
| STERBEDATUM      | 19. Juni 2021         |